# Карагандинська ТЕС-1
50°5′24″ пн. ш. 72°55′3″ сх. д. / 50.09000° пн. ш. 72.91750° сх. д.
Карагандинська ТЕС-1 — теплова електростанція в центральній частині Казахстану.
Будівництво електростанції, що мала забезпечувати роботу карагандинських вугільних копалень, почалось в 1935 році. В 1942-му тут ввели в дію один паровий котел від Таганрозького котельного заводу типу ТКП-7 продуктивністю 150 тон пари на годину та парову турбіну Ленінградського металічного заводу типу АТ-25-1 потужністю 25 МВт (станційний номер 1).
В 1946 та 1947 роках запустили ще два парові котла продуктивністю по 150 тон пари на годину – ще один від Таганрозького котельного заводу типу ТО-2 (номер 2) та один від британської компанії Babcock & Wilcox (номер 3). Це дозволило запустити в 1946-му турбіну від британської компанії Parsons потужністю 25 МВт (номер 2).
В 1951 – 1956 роках стали до ладу третя, четверта та п’ята черги. Всього ввели в дію вісім парових котлів - чотири від американської компанії Walters продуктивністю по 100 тон пари на годину (стали до ладу в 1951 – 1953, номери 4 – 7), один від тієї ж Walters з показником 200 тон пари на годину (введений у 1954-му, номер 8) та три виробництва Подольського котельного заводу типу ПК-10М продуктивністю по 230 тон пари на годину (1955 -1956 роки, номери 9 – 11). При цьому стали до ладу шість парових турбіни, щонайменше дві з яких були виготовлені у 1941 році німецькою компанією Siemens Schuckert (станційні номери 3 та 5) та позначені в СРСР як тип АП-20, а три були постачені Ленінградським металічним заводом та відносились до типу ВК-50-1 з потужністю 50 МВт (дві введені в дію у 1954 і одна у 1956, номери 7 – 9). Загальна електрична потужність при цьому досягнула 271 МВт.
З плином часу почались заміни та модернізації застарілого обладнання:
- в 1973-му замість турбіни №4 запустили турбіну Калузького турбінного заводу типу Р-12-90 потужністю 12 МВт;
- в 1974-му замість турбіни №6 запустили турбіну Калузького турбінного заводу типу Р-12-90/8 потужністю 12 МВт;
- турбіни №3 та №5 модернізували для роботи із протитиском на потужності 8 МВт з присвоєнням їм типу Р-8-22/8;
- турбіну №1 модернізували у тип Р-18-29/2 зі зменшенням потужності до 18 МВт;
- турбіни №8 та №9 модернізували у тип К-55-90 зі збільшенням потужності до 55 МВт.
Частину обладнання виводили з експлуатації, так, котли №3, №4, №5, №6 та №7 та турбіни №2, №3 та №5 були демонтовані не пізніше 1986-го.
Наступними змінами в стані обладнання стали: 
- заміна в 1989-му турбіни №7 на турбіну Ленінградського металічного заводу типу Р-25-90/13-13 потужністю 25 МВт;
- заміна в 1991-му турбіни №8 на турбіну Ленінградського металічного заводу типу Т-42-90/2 потужністю 42 МВт;
- заміна в 1993-му турбіни №9 на турбіну Ленінградського металічного заводу типу Т-42-90/2 потужністю 42 МВт.
Як наслідок, станом на 1993-й електрична потужність скоротилась до 151 МВт.
Котел №8 зупинили не пізніше другої половини 1990-х (таким чином, на станції залишились котли лише радянського виробництва). В 2007-му списали турбіни №4 та №6 (за іншими даними – законсервували через відсутність споживачів при їх роботі із протитиском). 
Станом на 2012-й котли №1 та №2 і турбіни №1 та №7 також вже не рахувалась серед обладнання. Таким чином, ТЕС продовжувала діяти трьома котлами (№9, №10 та №11) і двома турбінами (№8 та №9), а її електрична потужність скоротилась до 84 МВт. 
Як паливо ТЕС споживає вугілля.
Водопостачання станції забезпечує Самаркандське водосховище на річці Нура, на березі якого розташований майданчик ТЕС.
Видача електроенергії відбувається по ЛЕП, що працює під напругою 110 кВ.